# Heinrich Albert (Politiker, 1896)
Heinrich Albert (* 24. Mai 1896 in Schönberg (Mecklenburg); † 26. Mai 1971 in Hamburg) war ein deutscher Politiker. Er war Mitbegründer und stellvertretender Landesvorsitzender der CDU in Mecklenburg-Vorpommern von 1948 bis 1950. Er flüchtete 1950 in die Bundesrepublik Deutschland.

## Leben
Heinrich Albert wurde als Sohn des gleichnamigen Versicherungsangestellten im mecklenburgischen Schönberg geboren. Nach Grund- und Mittelschulbesuch begann Albert 1910 eine kaufmännische Ausbildung in Schwerin. 1914 bis 1919 nahm er als Soldat und Unteroffizier am Ersten Weltkrieg in Verdun und Pripjet teil. 1921 gründete Albert gemeinsam mit seinem Bruder in Schwerin die Holz-, Furnier- und Sperrholzgroßhandlung Gebrüder Albert, die in der Wismarschen Straße ansässig war.
Erst nach dem Zweiten Weltkrieg wurde Heinrich Albert politisch aktiv. Im Juni 1945 war er Mitbegründer der CDU. Mit zahlreichen ehemaligen Mitgliedern der Schweriner DDP schloss er sich im CDU-Landesverband Mecklenburg-Vorpommern zusammen. Albert gehörte dem Landesvorstand seit Gründung im Juli 1945 an, hatte aber kein politisches Mandat inne. 1948 wurde er nicht zuletzt aufgrund der Intervention der Besatzungsmacht zum stellvertretenden Landesvorsitzenden gewählt. Von 1948 bis 1950 gehörte er dem Deutschen Volksrat bzw. der Provisorischen Volkskammer der DDR an. Bei der Säuberungskampagne der Union im Rahmen der Gleichschaltung zur Blockpartei 1950 geriet auch Albert ins Visier der SED. Das SED-Organ Landes-Zeitung griff ihn wegen "unmoralischen Verhaltens" an, während die DDR-Staatssicherheit ihn unter Androhung der Enteignung zur Zusammenarbeit erpressen wollte. Schließlich floh Albert nach Hamburg.